# Кайрсус (футбольный клуб)
«Кайрсус» (валл. Clwb Pêl Droed Caersws) — валлийский футбольный клуб, представляющий одноимённый город. Основан в 1887 году, домашние матчи проводит на стадионе «Рекриэйшн Граунд», который вмещает 4 000 зрителей. Главным достижением клуба является победы в кубке валлийской лиги в 2001, 2002 и 2007 годах.

## Достижения
- Кубок валлийской лиги по футболу:
  - Обладатель (3): 2001, 2002, 2007.
  - Финалист (2): 1993, 1999.

## Выступления в еврокубках
| Сезон | Турнир          | Раунд |               | Клуб  | Счёт     |
| ----- | --------------- | ----- | ------------- | ----- | -------- |
| 2002  | Кубок Интертото | 1R    | Флаг Болгарии | Марек | 1-1, 0-2 |

- 1R — первый раунд.